# Trionymus tasmanianus
Trionymus tasmanianus är en insektsart som beskrevs av Williams 1985. Trionymus tasmanianus ingår i släktet Trionymus och familjen ullsköldlöss. Inga underarter finns listade i Catalogue of Life.